# Christmas in Vienna
Christmas in Vienna (с англ. — «Рождество в Вене») — рождественский концертный альбом испанских теноров Пласидо Доминго, Хосе Каррераса и американской певицы Дайаны Росс, выпущенный в 1993 году. Запись концерта прошла в 1992 году в Венской ратуше, в нём также принимали участие Венский симфонический оркестр и Гумпольдскирхенский хор мальчиков.
Релиз альбома состоялся 5 октября 1993 года, в сезон предрождественских продаж. В США альбом пользовался большим успехом, достигнув второго места в чарте Billboard Classical Albums, помимо этого он смог добраться до верхних позиций чартов еще нескольких стран.
Данная запись положила начало рождественским концертам в Вене, которые ежегодно стал устраивать Пласидо Доминго при участии различных звёзд оперной и поп-музыки.

## Список композиций
| №   | Название | Исполнитель                                 | Длительность |
| --- | --- | ------------------------------------------- | ------------ |
| 1.  | «Introduction: Jingle Bells» | Венский симфонический оркестр               | 1:37         |
| 2.  | «Mille Cherubini In Coro» | Хосе Каррерас                               | 3:54         |
| 3.  | «Amazing Grace» | Дайана Росс                                 | 5:46         |
| 4.  | «Wiegenlied» | Пласидо Доминго                             | 2:57         |
| 5.  | «Carol of the Drum» | Хосе Каррерас, Дайана Росс                  | 2:58         |
| 6.  | «The Gift of Love» | Пласидо Доминго                             | 3:55         |
| 7.  | «Navidad» | Хосе Каррерас                               | 4:05         |
| 8.  | «White Christmas» | Дайана Росс, Пласидо Доминго                | 2:41         |
| 9.  | «Ave Maria (Schubert)» | Хосе Каррерас                               | 4:58         |
| 10. | «Ave Maria (Mascagni)» | Пласидо Доминго                             | 3:41         |
| 11. | «It’s the Most Wonderful Time of the Year» | Дайана Росс                                 | 2:42         |
| 12. | «Adeste Fideles» | Хосе Каррерас, Пласидо Доминго              | 2:40         |
| 13. | «If We Hold on Together» | Дайана Росс                                 | 3:31         |
| 14. | «O Tannenbaum» / «Minuit, Chrétien» / «La Virgen Lava Pañales» / «O Little Town of Bethlehem» / «Tu Scendi Dalle Stelle» / «Joy to the World» | Хосе Каррерас, Дайана Росс, Пласидо Доминго | 13:45        |
| 15. | «Stille Nacht» | Хосе Каррерас, Дайана Росс, Пласидо Доминго | 3:54         |

## Положение в хит-парадах
| Чарт (1993)                      | Пиковая позиция |
| -------------------------------- | --------------- |
| Австрия (Ö3 Austria)             | 2               |
| Германия (Media Control)         | 13              |
| Нидерланды (MegaCharts)          | 4               |
| Норвегия (VG-lista)              | 4               |
| Швеция (Sverigetopplistan)       | 14              |
| Швейцария (Schweizer Hitparade)  | 7               |
| Великобритания (UK Albums Chart) | 71              |
| США (Billboard 200)              | 154             |
| США (Billboard Classical Albums) | 2               |

## Сертификации
| Регион | Сертификация  | Продажи  |
| --- | ------------- | -------- |
| Австрия (IFPI Austria)                                                                                                   | Платиновый    | 50 000*  |
| Бельгия (BEA) | Золотой       | 25 000*  |
| Германия (BVMI) | Золотой       | 250 000^ |
| Нидерланды (NVPI) | 3× Платиновый | 300 000^ |
| Норвегия (IFPI Norway)                                                                                                   | Золотой       | 25 000*  |
| Швейцария (IFPI Switzerland)                                                                                             | Золотой       | 25 000^  |
| * Данные о продажах приведены только на основе сертификации. ^ Данные о тиражах приведены только на основе сертификации. |               |          |